# Гадоев, Эркин Файзиевич
Эркин Файзиевич Гадоев (узб. Erkin Fayzievich Gadoev, родился в 1959 г., Ташкент, Узбекистан) — узбекский государственный деятель, кандидат экономических наук, заместитель председателя Государственного Налогового Комитета Республики Узбекистан, ректор Налоговой Академии Узбекистана, член Сената Олий Мажлиса, председатель комитета по вопросам бюджета и экономических реформ Сената Олий Мажлиса.

## Биография
Окончил Ташкентский институт народного хозяйства. С февраля 2010 года занимал должность первого заместителя председателя Налогового Комитета РУз. С февраля 2010 по декабрь 2018 года был ректором Налоговой Академии Узбекистана. С января 2020 года — член Сената Олий Мажлиса, первый заместитель директора департамента Министерства финансов Узбекистанa. А с 20 января 2020 года — председатель комитета по вопросам бюджета и экономических реформ Сената Олий Мажлиса.